# Slobozia Sucevei, Suceava
Slobozia Sucevei (germană Slobodzia) este un sat în comuna Grănicești din județul Suceava, Bucovina, România. Satul este străbătut de Râul Horaiț.

## Recensământul din 1930
Componența etnică a satului Slobozia Sucevei
     Români (95,7%)
     Germani (1,4%)
     Evrei (1,5%)
     Polonezi (0,2%)
     Ruteni (1,2%)
Componența confesională a satului Slobozia Sucevei
     Ortodocși (96,8%)
     Romano-catolici (0,8%)
     Mozaici (1,5%)
     Evanghelici\Luterani (0,8%)
     Greco-catolici (0,1%)
Conform recensământului efectuat în 1930, populația satului Slobozia Sucevei se ridica la 516 locuitori. Majoritatea locuitorilor erau români (95,7%), cu o minoritate de germani (1,4%), una de evrei (1,5%), una de polonezi (0,2%) și una de ruteni (1,2%). Din punct de vedere confesional, majoritatea locuitorilor erau ortodocși (96,8%), dar existau și romano-catolici (0,8%), mozaici (1,5%), evanghelici\luterani (0,8%) și greco-catolici (0,1%). 
 Acest articol despre o localitate din județul Suceava este deocamdată un ciot. Puteți ajuta Wikipedia prin completarea lui.